# Desa Jatimulyo (administrativ by i Indonesien, Jawa Timur, lat -8,27, long 113,23)
Desa Jatimulyo är en administrativ by i Indonesien.   Den ligger i provinsen Jawa Timur, i den västra delen av landet, 700 km öster om huvudstaden Jakarta.